# ماتس سفينسون
ماتس سفينسون (بالسويدية: Mats Svensson)‏ هو سباح سويدي، ولد في 28 أبريل 1943 في بوروس في السويد.

## وصلات خارجية
- ماتس سفينسون على موقع الاتحاد الدولي للسباحة (الإنجليزية)
- ماتس سفينسون على موقع اللجنة الأولمبية الدولية (الإنجليزية)
- ماتس سفينسون على موقع أوليمبيديا (الإنجليزية)
- ماتس سفينسون على موقع اللجنة الأولمبية السويدية (السويدية)